# 大阪人情喜劇の会
特定非営利活動法人大阪人情喜劇の会（おおさかにんじょうきげきのかい）は1997年（平成9年）に大阪で設立された劇団。
1997年（平成9年）に「大阪人の大阪人による大阪人のための上方喜劇を」をモットーに松竹新喜劇の藤山寛美の弟子であった曾我廼家玉太呂、曾我廼家八十吉等を中心に旗揚げした劇団。設立後6回の自主公演で、7400人の観客動員を記録した。
2003年（平成15年）に特定非営利活動法人になり、脚本・演出は、代表を務める上田浩寛が担当。上方人情喜劇を気軽に楽しめる機会を一般に提供し、さらなる上方喜劇の普及・発展を目指している。
　地域活性のため、地元の民話口承を芝居にして、地元から小学生から老年までの劇団員を集め、プロの俳優と一緒に舞台を作る活動も展開している。（銀の馬車道劇団等）2012年にNPO法人としての活動を休止。

## 公演
- 第1回 どうとんの女（中座）
- 第2回 どうとんの女　それから（中座）
- 第3回 瓢の酒（浪花座）
- 第4回 たぬき酒（国立文楽劇場小ホール）
- 第5回 ひと目惚れ（ワッハホール）
- 第6回 新・瓢の酒　囃子連中（新神戸オリエンタル劇場・浄瑠璃シアター）
- 第7回 雨（ワッハホール）
- 第8回 上州土産百両首（大阪サンケイホール）
- 第9回 ブルーシートのぬくもり（堺市栂文化会館・大阪エルシアター）
- 第10回 ミャンマーの唄声（よみうり文化ホール・新神戸オリエンタル劇場・弥生の風ホール・桑名市民会館・岡山新市民会館・姫路市民会館・ユーベルホール）
- 第11回 幸助餅・七両二分（シアターBRAVA）
- 第12回　舞踊　妻吉物語　大石順教尼の生涯（浄瑠璃シアター）
- 第13回　リフォーム（わっは上方ホール）
- 第14回　銀の馬車道劇団（田原小学校・キャスパホール）
- 第15回　神戸新聞社会賞受賞記念　銀の馬車道公演（姫路市民会館）
- 第16回ミヤコ蝶々を偲ぶＢＯＲOライブ（そごう劇場）
- 第16回　銀の馬車道劇団（姫路市民会館・市川町ひまわりホール・福崎町文化センター）
- 第17回　王将　（大阪新歌舞伎座・国立劇場）
- 第18回　花に背いて（大阪松竹座）
- 第19回　夢の夕霧（わっは上方ホール）
- 第20回　65回目の夏　知覧（三越劇場）
- 第21回　銀の馬車道　（福崎文化センター、市川ひまわりホール）
- 第22回　柳田邦男と河童　（福崎文化センター）
- 第23回　恋人たちの神話（三越劇場）
- 第24回　良心（天満繁盛亭）

## 関連書籍
- 大阪人情は永遠に! 人情喜劇は時代を映す鏡のごとく変遷する!（上田浩寛著　サンジョルデイ出版 刊）
- 我が町の人情喜劇「銀の馬車道」（上田浩寛共著　神戸新聞総合出版社　刊）

## 関連サイト
- 大阪人情喜劇の会（上田浩寛）